# Kugelmesssystem
Ein Kugelmesssystem (engl. Aeroball Measurement System) wird verwendet, um die zyklische Verteilung des Neutronenflusses im Reaktorkern hochauflösend zu messen. Es ist ein Teil der Kerninstrumentierung, wie sie in einigen Baureihen von Kernkraftwerken verwendet wird.

## Aufbau und Funktion
An mehreren Stellen des Kerns ragen senkrechte Lanzen (Halter für Messinstrumente) in den Kern. Mit Hilfe eines Treibgases werden Stahlkugeln, die Vanadium enthalten, in die Lanzen transportiert. Der Kugeldurchmesser beträgt etwa 1 bis einige Millimeter. Pro Lanze werden so viele Kugeln verwendet, dass die gesamte Höhe des Kerns abgedeckt wird. Die Kugeln verbleiben einige Minuten an Ort und Stelle, werden dabei durch die Neutronen aktiviert und danach wiederum mit dem Treibgas zu einer Messposition außerhalb des Kerns transportiert. Dort wird mit mehreren Strahlungsdetektoren ortsaufgelöst die Aktivität gemessen. Da die Aktivierung vom am Messort herrschenden Neutronenfluss abhängt, kann damit die Verteilung des Neutronenflusses im Kern bestimmt werden. Das entstandene Radionuklid Vanadium-52 zerfällt mit einer Halbwertszeit von 3,75 Minuten in das stabile Chrom-52; die Kugeln können daher nach kurzer Abklingzeit wieder neu verwendet werden.
Die so bestimmte Flussverteilung wird unter anderem genutzt, um die kontinuierlich messenden (aber mit weniger Messpunkten ausgestatteten) Neutronenmesssysteme regelmäßig neu zu kalibrieren bzw. deren Signale zu validieren. Damit kann ein Abbild der thermischen Leistungsverteilung im Kern gewonnen werden.

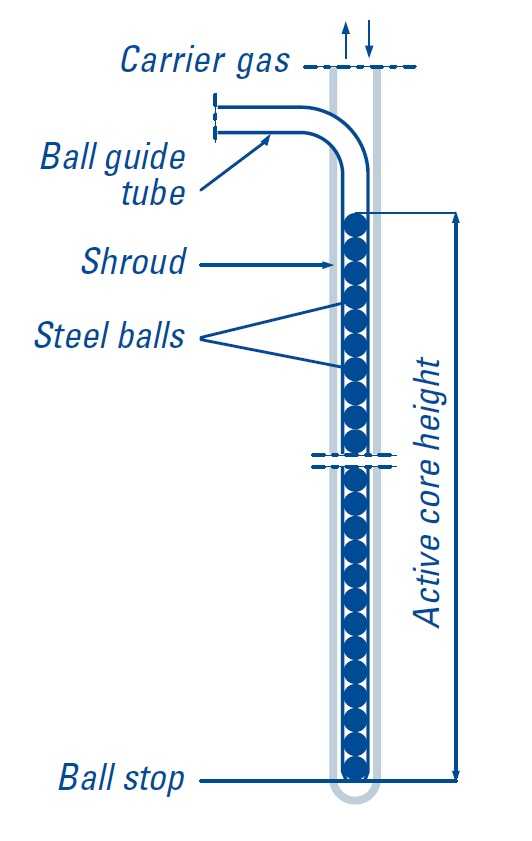
Aufbau der Messlanze am Beispiel des Kugelmesssystems des EPR.
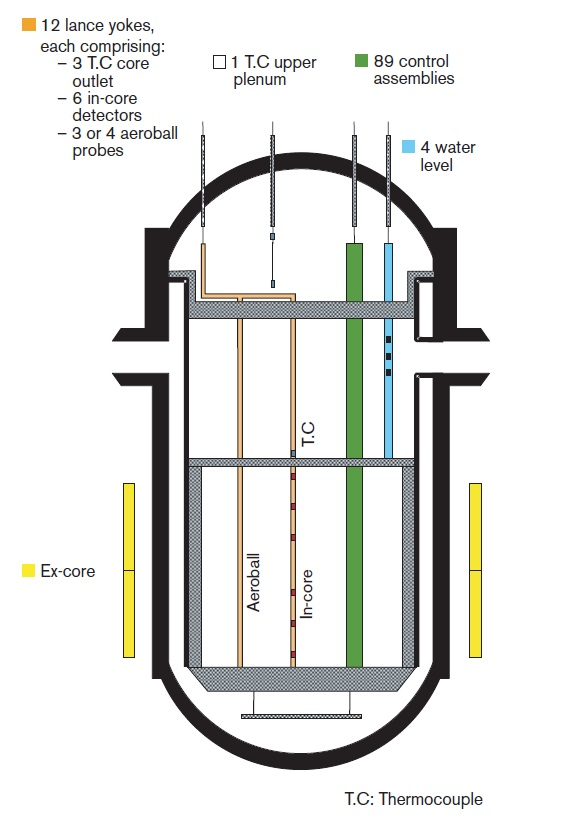
Kerninstrumentierung des EPR. Durch Durchführungen im Deckel des Reaktordruckgefäßes verlaufen (unter anderem) die Röhren des Kugelmessystems (aeroball probes)
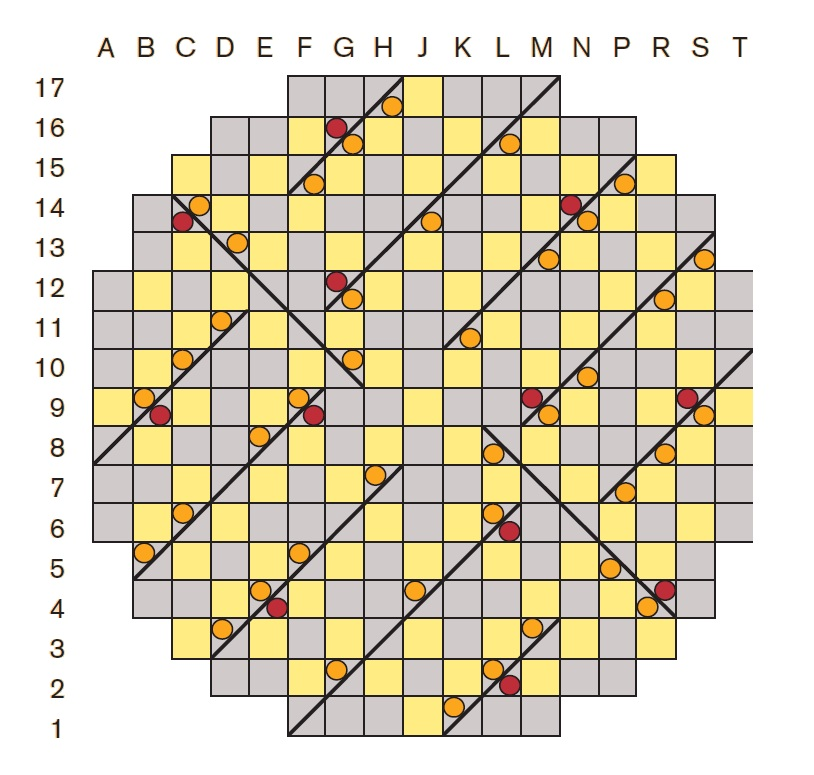
Kernschema des EPR; Verteilung der Messpositionen des Kugelmesssystems (orange) und des Incore-Neutronenflussmesssystems (rot)

| Anzahl der Kanäle (Lanzen)    | 40                         |
| Kugeldurchmesser              | 1,7 mm                     |
| Höhengenauigkeit              | ≤ 1,5 cm                   |
| Treibgas                      | Stickstoff                 |
| Bestrahlungsdauer im Kern     | etwa 3 min                 |
| Dauer zwischen zwei Messungen | 10 min                     |
| Genauigkeit                   | ≤ 1 % des Neutronenflusses |